# Źrebce (Pogorzyce)
Źrebce – przysiółek wsi Pogorzyce w Polsce, położony w województwie małopolskim, w powiecie chrzanowskim, w gminie Chrzanów, na południe od Chrzanowa. Ma powierzchnię ok. 0,8 km². 
W latach 1975–1998 przysiółek administracyjnie należał do województwa katowickiego.
W jego skład wchodzą cztery ulice: Wapienna, Poziomkowa, Stara Woda i Przy Torach. Przez Źrebce przebiega również zielony i czarny szlak rowerowy i nieczynne tory kolejowe.
Jest to XIX-wieczny przysiółek Pogorzyc (zlokalizowanych na południe od Źrebiec) położony obok Zakładu Wapienniczego w Płazie. Zabudowa zlokalizowana jest na płaskim obniżeniu, pomiędzy porośnietymi lasem pagórkami. Przeważa zabudowa o charakterze podmiejskim, większość domów została wybudowana w latach 1945–1970.